# 佐瀬昌三
佐瀬 昌三（させ しょうぞう、1902年7月8日 - 2001年6月23日）は日本の政治家、法律家、法学博士、衆議院議員、裁判官、法政大学教授、弁護士

## 来歴・人物
1902年（明治35年）7月8日に千葉県山武郡上堺村（現在の横芝光町屋形）で生まれる。
法政大学法学部に入学し、在学中は法政大学弁論部に所属。1924年（大正13年）に法政大学卒業。同年高等文官試験行政科、司法科に合格し、検事に任官する。1930年（昭和5年）に法政大学講師となり、フランスに2年間留学をする。パリ法科大学で刑事法学研究室に所属し刑事法学を専攻する。
帰国後、1932年（昭和7年）に判事に転官し、東京地方裁判所判事の傍ら法政大学教授に就任し、刑法及び仏法の講義を行う。
戦後、1947年（昭和23年）、第23回衆議院議員総選挙に出馬し、当選（日本自由党）する（以後三期当選）。自由民主党政務調査会副会長、衆議院法務委員長、日本プロレスコミッショナー、力道山顧問弁護士、法政大学理事・校友会会長、社会福祉法人　福田会理事長、関東人権擁護委員連合会会長などを歴任した。
1972年（昭和47年）に勲三等旭日中綬章を受章する。
2001年（平成13年）6月23日、肝腫瘍のため埼玉県春日部市の自宅で死去。98歳没。死没日付をもって従四位に叙された。

## 著書
- 『自動車運転手と過失犯―附・損害賠償問題』（海文堂出版部、1930）
- 『交通事故と賠償責任』（交通事故研究会、1930）
- 『政治犯罪論』（政経書院、1936）
- 『法律学概論』（文原堂、1937）
- 『刑法大意』（清水書店、1941）
- 『空陸交通法上の諸問題』（清水書店、1942）
- 『交通事故と損害賠償』（法政大学出版局、1953）